# 张千里
张千里（1967年12月—），满族，辽宁开原人，中华人民共和国政治人物、第十二届全国人民代表大会广西地区代表，现任中国铁路北京局集团有限公司党委书记、董事长。
1990年4月加入中国共产党，同年7月毕业于西南交通大学热能动力机械与装置专业。2013年，担任全国人大代表。2010年4月任南宁铁路局局长至2017年9月26日，同年11月被调到中国铁路武汉局集团担任董事长，2020年9月调任中国铁路沈阳局集团董事长，2024年6月调任中国铁路北京局集团董事长。